# Ворог народу
Вороги́ наро́ду (від фр. «ennemi du peuple») — вираз часів Французької революції, якобінської диктатури та терору, а також у 1930-1950-ті роки у СРСР.
Під час комуністичної «диктатури пролетаріату» у СРСР — штамп сталінської пропаганди та ідеології для позначення політичних супротивників. Таких «ворогів» розшуковували та ліквідовували через вигадані обвинувачення у шпигунстві, диверсіях, злочинах, куркульстві, буржуазному націоналізмі та іншому. Термін виключено з Карного кодексу СРСР 29 грудня 1958 року.

## Радянська ідеологічна і політична доктрина
З творів В. І. Леніна можна дізнатись про оголошення більшовиками певних категорій людей «ворогами народу» вже з перших місяців після Жовтневого перевороту. Згідно зі сталінською суспільно-політичною доктриною про «побудову соціалізму у одній окремій країні» (сталінський варіант «марксизму-ленінізму») — з наближенням перемоги соціалізму і комунізму в суспільстві опір ворожих класів і соціальних прошарків не втихає, а навпаки посилюється. Тому актуальною залишається роль карних органів (НКВС) та карного «судочинства» у пошуку та знешкодженні всіляких «ворогів народу». Боротьба з ними була складовим елементом Великого Терору як більшовицького методу керування суспільством та «будівництва комунізму».
Цікаво, що за часів правління Н. С. Хрущова та інших діячів СРСР інколи відбувалися т.з. «реабілітації», під час яких попередні «вороги народу» вже визначалися як невинні та навпаки. З іншого боку, в разі «реабілітації» особі не виплачувалися будь-які компенсації тощо.

## Чинне законодавство СРСР про в.н
Головний закон Союзу РСР — сталінська Конституція — згадує «ворогів народу» в Главі X «Основні права та обов'язки громадян», Стаття 131:

- Каждый гражданин СССР обязан беречь и укреплять общественную, социалистическую собственность, как священную и неприкосновенную основу советского строя, как источник богатства и могущества Родины, как источник зажиточной и культурной жизни всех трудящихся.
- Лица, покушающиеся на общественную, социалистическую собственность, являются врагами народа.

Таким чином, кожен, хто намагався чи хотів би повернути свою власність, що, наприклад, була «експропрійована» під час збройного більшовицького перевороту в Жовтні 1917 р. чи «реквізована» в колгосп, або хто намагався відділитися від «колективної власності» на засоби виробництва, щоб хазяйнувати самостійно — автоматично ставав «ворогом народу» з усіма відповідними наслідками.
В Конституції УСРР 1935 року записано:
Стаття 2. Українська Соціалістична Радянська Республіка разом з усіма радянськими республіками, що творять Союз Радянських Соціалістичних Республік, забезпечує міць, непохитність, політичну та економічну незалежність Союзу Радянських Соціалістичних Республік — соціалістичної батьківщини всіх трудящих. Люди, що зраджують соціалістичну батьківщину, є вороги народу.
Стаття 5. Соціалістична (громадська) власність (державна, колгоспна, кооперативна) є основою радянського ладу, вона священна й недоторканна, і люди, що зазіхають на соціалістичну власність, є ворогами народу.

## Пропаганда режиму
Комуністична пропаганда в СРСР взяла на озброєння гасло французького письменника-комуніста Анрі Барбюса: «Якщо ворог не здається — його знищують!»
Найвищого апогею кампанія «боротьби з ворогами народу» в країні набула під час сталінських «показових судових процесів» 30-х років ХХ століття та «Великого терору».
Перманентні кампанії пошуків «ворогів народу» та «шкідників» (рос. «вредителей») набули у СРСР форм масового психозу. Тотальна підозріливість та страх набрали глобальних розмірів у масштабі країни. «Національним героєм» став Павлік Морозов — хлопчик, що згідно з офіційною радянською легендою, доніс на власних батьків.
Пропаганда тримала суспільство у заляканому та позбавленому волі стані, робила його готовим до (іноді сліпого) виконання всіх завдань керівництва держави (таке суспільство і психологія людини описані Джорджем Орвеллом в романі-антиутопії «1984», а наслідки психообробки людей описані Чингізом Айтматовим: «манкурти»). Дещо подібний до «радянського манкуртства» був і стан плебейства в стародавній Римській імперії.

## Інші соціальні «ворожі елементи»
Окрім вищезгаданих «ворогів народу», «агентів іноземних розвідок» та «шкідників», були також такі категорії населення як «діти ворогів народу», «дружини ворогів народу», та «члени сімей ворогів народу». Хоча офіційним гаслом пропаганди було «син за батька не відповідає», але членів сімей «ворогів народу» теж було репресовано. Згідно зі статтею 58-8 Карного Кодексу СРСР та Законом СРСР «Про членів сімей зрадників Батьківщини» від 30 березня 1935 р., їх заарештовували, позбавляли майна та житла, ізолювали у спеціальних концтаборах (наприклад, концтабір А. Л. Ж. И. Р. у Казахстані — рос. «Акмолинский лагерь жен изменников родины»), також позбавляли громадянських прав.

## У сучасній Росії— «націонал-зрадники»
В сучасній Російській Федерації Володимир Путін висунув імперську тезу щодо «націонал-зрадників» (рос."национал-предатели"). У своїй промові 18 березня 2014 під час виступу в Георгіївському залі Кремля, за півгодини до підписання договору щодо анексії Криму до складу Російської Федерації, він використав вираз «...В Росії діє „п'ята колона націонал-зрадників“». Малися на увазі всі ті, хто незгоден та критикує його політику загарбання чужих земель та колоніального поневолення інших народів..